# Siphonorhinus pellitus
Siphonorhinus pellitus är en mångfotingart som först beskrevs av Carl Graf Attems 1930.  Siphonorhinus pellitus ingår i släktet Siphonorhinus och familjen Siphonorhinidae. Inga underarter finns listade i Catalogue of Life.